# Live at the Fillmore (album Testament)
Live at the Fillmore – album koncertowy amerykańskiej grupy muzycznej Testament.

## Lista utworów
Opracowano na podstawie materiału źródłowego.
| Nr  | Tytuł utworu               | Długość |
| --- | -------------------------- | ------- |
| 1.  | „The Preacher”             | 4:20    |
| 2.  | „Alone in the Dark”        | 4:36    |
| 3.  | „Burnt Offerings”          | 5:14    |
| 4.  | „A Dirge”                  | 2:03    |
| 5.  | „Eerie Inhabitants”        | 3:50    |
| 6.  | „The New Order”            | 4:31    |
| 7.  | „Low”                      | 3:13    |
| 8.  | „Urotsukidoji”             | 3:47    |
| 9.  | „Into the Pit”             | 2:54    |
| 10. | „Souls of Black”           | 3:39    |
| 11. | „Practice What You Preach” | 4:59    |
| 12. | „Apocalyptic City”         | 5:58    |
| 13. | „Hail Mary”                | 3:45    |
| 14. | „Dog Faced Gods”           | 4:46    |
| 15. | „Return to Serenity”       | 5:55    |
| 16. | „The Legacy”               | 5:16    |
| 17. | „Trail of Tears”           | 6:16    |
|     |                            | 1:15:02 |

## Twórcy
- Chuck Billy - śpiew
- Eric Peterson - gitara elektryczna, gitara akustyczna
- James Murphy - gitara elektryczna, gitara akustyczna
- Greg Christian - gitara basowa
- Jon Dette - perkusja